# QP–10-es konvoj
A QP–10-es konvoj a második világháború egyik hajókaravánja volt, amely a Szovjetunióból indult nyugatra. A QP kód az irányt (keletről nyugatra), a 10 a konvoj sorszámát jelenti. A kereskedelmi hajó és kísérőik 1942. április 10-én indultak el a Kola-öbölből. Később több hajó csatlakozott hozzájuk a PQ–14-es konvojból, amelyek a rossz idő miatt visszafordultak Izland felé. A konvoj április 21-én érkezett meg Reykjavíkba. A flottát a Temple Arch kapitánya irányította, helyettese a Navarino kapitánya volt.

## Veszteségek

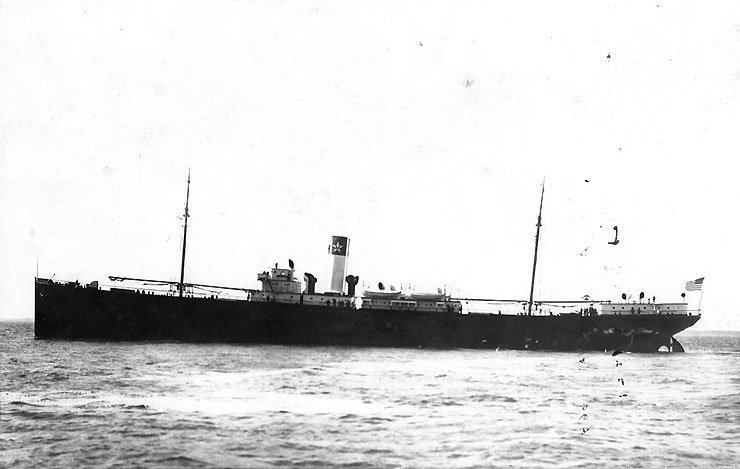
A panamai El Occidente

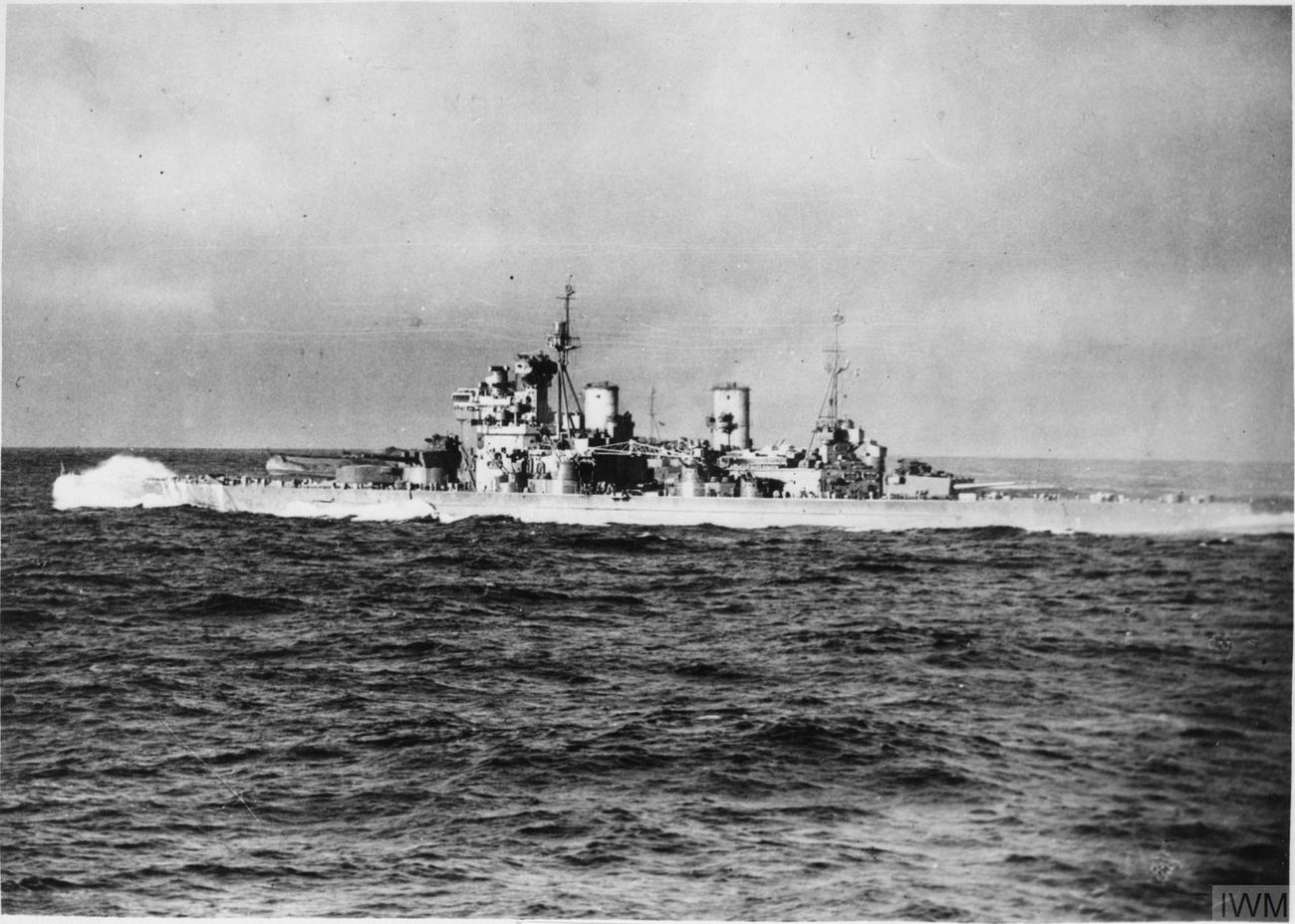
A Duke of York a sarki vizeken

A németek három napon át támadták a karavánt. Április 11-én Ju 88-as bombázók megrongálták a Stone Streetet, amely visszafordult a Kola-öbölbe. Ugyanezen a napon légitámadásban elsüllyedt a brit Empire Cowper. Tizenkilenc tengerész meghalt. A heves hóvihar miatt a német légierő aznap nem tudott ismét támadni.
Az Olaf Nannestad kapitány által irányított El Occidente gőzös 1910-ben készült, és már az első világháborúban is szolgált transzatlanti utakon. 1942. január 30-án indult Halifaxből Boston érintésével Európába a HX–174-es konvojjal. Március 1-jén, felfegyverezve, fedélzetén brit katonákkal futott ki Murmanszk felé a PQ–12-es konvojjal, majd kipakolása után visszaindult a QP-10-es karavánnal.
Április 13-án 1 óra 29 perckor, nagyjából 230 kilométerre északra Norvégiától két torpedót lőtt ki rá az U–435. A gépház felrobbant, és a hajó kettétört. Az El Occidente két perc alatt elsüllyedt. A túlélők nem tudták leengedni a mentőcsónakokat, így kénytelenek voltak a vízbe vetni magukat. A Speedwell vette őket fedélzetére nagyjából 30 perc múlva. Kilenc holttestet találtak a túlélőkön kívül. Összesen 20 ember élte túl a támadást, 21 meghalt. A legénység életben maradt tagjait a Capulin és az Artigas vitte vissza az Amerikai Egyesült Államokba.
Az 1917-ben befejezett szovjet Kijev gőzös eredetileg német, majd brit tulajdonban volt. 1928-ban ismét a németek, 1932-ben pedig a szovjetek vették meg, ekkor kapta a Kijev nevet. Április 13-án 0 óra 59 perckor az U–436 torpedókat lőtt a konvojra. Az egyik eltalálta a Kijevet, amely hét percen belül elsüllyedt. Öten meghaltak, a legénység többi tagjának és a londoni szovjet nagykövetség nyolc alkalmazottjának sikerült mentőcsónakba szállnia. Fél órával később a Blackfly felvette őket, de egy nő a fedélzeten belehalt sebesüléseibe.
Április 14-én hajnalban húsz Ju 88-as bombázó támadta a konvojt. A brit Harpalion teherhajó megsérült, de folytatni tudta útját. A hajók négy német bombázót lőttek le.

## A hajók

### Kereskedelmi hajók
| A hajó neve       | Nemzetisége               | Veszteség                     |
| ----------------- | ------------------------- | ----------------------------- |
| Artigas           | Panama                    |                               |
| Beaconstreet      | Egyesült Királyság        |                               |
| Belomorkanal      | Szovjetunió               |                               |
| Capulin           | Panama                    |                               |
| City of Joliet    | Amerikai Egyesült Államok |                               |
| Dnyeprosztroj     | Szovjetunió               |                               |
| EL Coston         | Panama                    |                               |
| El Mirlo          | Egyesült Királyság        |                               |
| El Occidente      | Panama                    | Elsüllyesztette az U–435      |
| Empire Cowper     | Egyesült Királyság        | Elsüllyedt egy légitámadásban |
| Francis Scott Key | Amerikai Egyesült Államok |                               |
| Harpalion         | Egyesült Királyság        | Elsüllyedt egy légitámadásban |
| Ironclad          | Amerikai Egyesült Államok |                               |
| Kijev             | Szovjetunió               | Elsüllyesztette az U–436      |
| Mana              | Honduras                  |                               |
| Minotaur          | Amerikai Egyesült Államok |                               |
| Mormacrio         | Amerikai Egyesült Államok |                               |
| Navarino          | Egyesült Királyság        |                               |
| River Afton       | Egyesült Királyság        |                               |
| Szevzaplesz       | Szovjetunió               |                               |
| Stone Street      | Panama                    |                               |
| Temple Arch       | Egyesült Királyság        |                               |
| West Gotomska     | Amerikai Egyesült Államok |                               |

### Kísérőhajók
| A hajó neve       | Nemzetisége        | Típusa                   |
| ----------------- | ------------------ | ------------------------ |
| HMS Belvoir       | Egyesült Királyság | Romboló                  |
| HMS Blackfly      | Egyesült Királyság | Tengeralattjáró-elhárító |
| HMS Duke of York  | Egyesült Királyság | Csatahajó                |
| HMS Eclipse       | Egyesült Királyság | Romboló                  |
| HMS Escapade      | Egyesült Királyság | Romboló                  |
| HMS Eskimo        | Egyesült Királyság | Romboló                  |
| HMS Faulknor      | Egyesült Királyság | Romboló                  |
| HMS Fury          | Egyesült Királyság | Romboló                  |
| HMS Gossamer      | Egyesült Királyság | Aknaszedő                |
| HMS Harrier       | Egyesült Királyság | Aknaszedő                |
| HMS Hussar        | Egyesült Királyság | Aknaszedő                |
| HMS Kent          | Egyesült Királyság | Nehézcirkáló             |
| HMS King George V | Egyesült Királyság | Csatahajó                |
| HMS Ledbury       | Egyesült Királyság | Romboló                  |
| HMS Liverpool     | Egyesült Királyság | Könnyűcirkáló            |
| HMS Marne         | Egyesült Királyság | Romboló                  |
| HMS Matchless     | Egyesült Királyság | Romboló                  |
| HMS Middleton     | Egyesült Királyság | Tengeralattjáró-elhárító |
| HMS Nigeria       | Egyesült Királyság | Könnyűcirkáló            |
| HMS Offa          | Egyesült Királyság | Romboló                  |
| HMS Onslow        | Egyesült Királyság | Romboló                  |
| HMS Oribi         | Egyesült Királyság | Romboló                  |
| HMS Paynter       | Egyesült Királyság | Tengeralattjáró-elhárító |
| HMS Punjabi       | Egyesült Királyság | Romboló                  |
| HMS Somali        | Egyesült Királyság | Romboló                  |
| HMS Speedwell     | Egyesült Királyság | Aknaszedő                |
| HMS Victorious    | Egyesült Királyság | Repülőgép-hordozó        |
| HMS Wheatland     | Egyesült Királyság | Romboló                  |